# La Monte (Missouri)
La Monte (případně LaMonte) je město ve státě Missouri ve Spojených státech amerických. Původně se jmenovalo Boomer. Název La Monte byl přijat v roce 1870, kdy zde byla vybudována železnice. Rozloha města činí 2,95 km² a podle sčítání lidu v roce 2010 zde žilo 1140 obyvatel (399 domácností), což znamenalo nárůst o 7,1 % oproti sčítání o deset let dříve, kdy zde žilo 1064 lidí. Při prvním sčítání v roce 1870 mělo sídlo 184 obyvatel. Nachází se zde základní a střední škola.